# Rainbow Takeaway
Rainbow Takeaway is het tiende album van de Britse progressieve rock musicus Kevin Ayers.
Het is een relatief onopgemerkt gebleven album, op dat moment ging de aandacht in de muziek met name uit naar de punk en niet naar het type jazz-rock van Kevin Ayers.

## Tracklist
1. Blaming It All On Love - 3:00
2. Ballad Of A Salesman Who Sold Himself - 4:30
3. A View From The Mountain - 6:15
4. Rainbow Takeaway - 3:50
5. Waltz For You - 5:22
6. Beware Of The Dog - 5:59
7. Strange Song - 2:41
8. Goodnight Goodnight - 3:06
9. Hat Song - 1:18

## Bezetting
- Kevin Ayers: zang, gitaar (akoestisch + elektrisch), piano, orgel

Met:
- Ollie Halsall gitaar
- Anthony Moore keyboard
- Graham Preskett keyboard, viool
- Billy Livsey keyboard
- Charlie McCracken basgitaar
- Rob Townsend drums
- Barry De Souza drums